# 20234 Billgibson
20234 Billgibson è un asteroide della fascia principale. Scoperto nel 1998, presenta un'orbita caratterizzata da un semiasse maggiore pari a 2,1723979 UA e da un'eccentricità di 0,0646313, inclinata di 0,50881° rispetto all'eclittica.